# Peperomia klotzschiana
Peperomia klotzschiana är en pepparväxtart som beskrevs av Friedrich Anton Wilhelm Miquel. Peperomia klotzschiana ingår i släktet peperomior, och familjen pepparväxter. Inga underarter finns listade i Catalogue of Life.